# Beretta M71
Beretta M71 — итальянский самозарядный пистолет производства компании Beretta. Выпускался с 1962 по 1987 годы.

## История
Пистолет разработан в начале 1960-х годов на базе Beretta 70 исключительно под патрон .22 LR. В отличие от Beretta 70 у этого пистолета анодированная рамка из алюминиевого сплава, что снижает вес пистолета.

## Описание
Пистолет оснащен кнопкой выброса магазина на щечке рукоятки, предохранителем, остановом затвора и рычагом снятия с затворной задержки. Имеет в магазине — 8 патронов. Пистолет компактен, удобно сидит в руке. Прицельные приспособления — стандартные мушка и целик. Кнопки предохранителя и снятия с затворной задержки легко управляемы. Выброс магазина — легок и удобен. Пистолет достаточно точен, даже у не подготовленного стрелка поразить обычную картонную мишень на дистанции около 25-50 метров — не сложно. На оружие может устанавливаться глушитель — что делает оружие очень тихим. Стандартная пуля массой 2,6 грамма разгоняется примерно до 300 метров в секунду и имеет энергию 115 джоулей.

## Спецслужбы
Данный пистолет очень полюбился спецслужбами Моссад — за точность, отсутствие отдачи, удобство, легкость управления, возможность легко спрятать оружие, тихий звук выстрела и возможность установить глушитель. С 1972 по 1992 годы спецслужбы Моссад проводили тайную операцию под кодовым названием Гнев Божий — это серия убийств и ликвидаций причастных к тераку на Олимпийских играх в Мюнхене, который устроила группировка Чёрный сентябрь. Известно, что агенты Моссада часто использовали Beretta 71.

## Достоинства и недостатки
- Среди достоинств оружия как было сказано уже выше — это точность, отсутствие отдачи, удобство, легкость управления, возможность легко спрятать оружие, тихий звук выстрела, возможность установить глушитель, быстрое овладение оружием, подготовка к бою, быстрое прицеливание, стрельба в быстром порядке, что не сбивает наводку.
- К недостатками оружия можно отнести слабый патрон — не высокое пробивное, останавливающее и убойное действие пули. Из-за этого оружие мало подходит в случае внезапной самообороны или нападения на стрелка, особенно против группы лиц. Скорее это оружие нападения, когда надо ликвидировать одиночную цель неожиданно и спланированно, пустив несколько пуль в жизненно-важные области. Из-за невысокой мощности патрона реальное боевое применение оружия обычно не превышает 10 метров.